# Nelly Trumel
Nelly Trumel née Campo le 12 août 1938 à Paris et morte le 3 décembre 2018 à Toulouse, est une artiste peintre et féministe libertaire française.
En 1986, elle adhère à la Fédération anarchiste et anime de cette date à 2013 l’émission hebdomadaire Femmes libres sur Radio libertaire.

## Biographie
Née dans une famille catholique, Nelly Trumel grandit à La Varenne-Saint-Hilaire. Fille d'un père qu'elle qualifie de tyrannique et d'une mère qui, plus tôt contrainte d'arrêter ses études, poussa sa fille à en suivre, elle passe un baccalauréat scientifique au lycée Marcelin-Berthelot, puis intègre l'École polytechnique féminine. Elle se marie et abandonne ses études en dernière année. Le couple a un fils en 1960 puis une fille en 1966. Femme au foyer, Nelly Trumel souffre de la violence de son mari.
Elle entame sa vie militante à la Fédération des conseils de parents d'élèves (FCPE), où elle est active de 1970 à 1984. Elle s'investit ainsi comme parent d'élèves avec son mari, jusqu'à la fin de la scolarité de sa fille. Cet investissement participe à la faire sortir du domaine domestique. Pendant trois mois, elle est aussi membre de la Grande Loge féminine de France.
Après avoir lu Du côté des petites filles d'Elena Gianini Belotti et Le Deuxième sexe de Simone de Beauvoir, elle s’engage aussi dans le mouvement féministe, d'abord dans le Collectif national pour les droits des femmes, puis dans Les Chiennes de garde.
Renouant avec la peinture, qu'elle pratiquait dans la jeunesse, elle se forme en autodidacte, devenant copiste au musée du Louvre. La prise d'autonomie progressive de Nelly Trumel suscite la jalousie de son mari, mais elle lui résiste. En 1973, elle commence une psychanalyse, comprenant les violences que lui fait subir ce dernier. Après 14 ans de thérapie, elle divorce. Pour subvenir à ses besoins et financer les études de sa fille, elle doit exercer des petits métiers, vendant également des copies de peinture.
Femmes libres, Femmes qui se libèrent !
Femmes qui se révoltent !
Femmes qui luttent !
Femmes qui témoignent !
C’est Femmes Libres sur Radio libertaire !
En 1986, elle rejoint la Fédération anarchiste et anime (jusqu'en mars 2013) l’émission Femmes libres sur Radio libertaire, en mémoire des Mujeres Libres de la révolution sociale espagnole de 1936. De 1989 à 1991, elle assure le secrétariat de la programmation de Radio libertaire,.
À partir de la fin des années 1990, elle se concentre sur sa carrière d'artiste, peignant des toiles d'une précision acérée sur les thèmes de la lumière et des objets du quotidiens, qu'elle expose à Paris. Elle apprécie ainsi représenter les « patates germées », qu'elle présente comme le « signe de l'éternel esclavage des femmes » ainsi que des armes à « balancer à la tête de son oppresseur ». Elle est sociétaire de la Société des artistes français, du Salon violet et de la Fondation Taylor.

### Archives
Les archives de Nelly Trumel, données à l’association Archives du féminisme, sont déposées à l’université d'Angers au Centre des archives du féminisme,.

## Publications
- Faut qu'ça germe !, Éditions du Monde libertaire, 2016  (ISBN 978-2-919568-77-2)[12].
- « La religion contre les femmes », Le Monde libertaire, hors-série no 8, août 1998 ([lire en ligne]).

### Contributions
- Michèle Dayras (dir.), Femmes et violences contre les femmes dans le monde, Paris, L'Harmattan, 1995[13]